# Huevo de avestruz

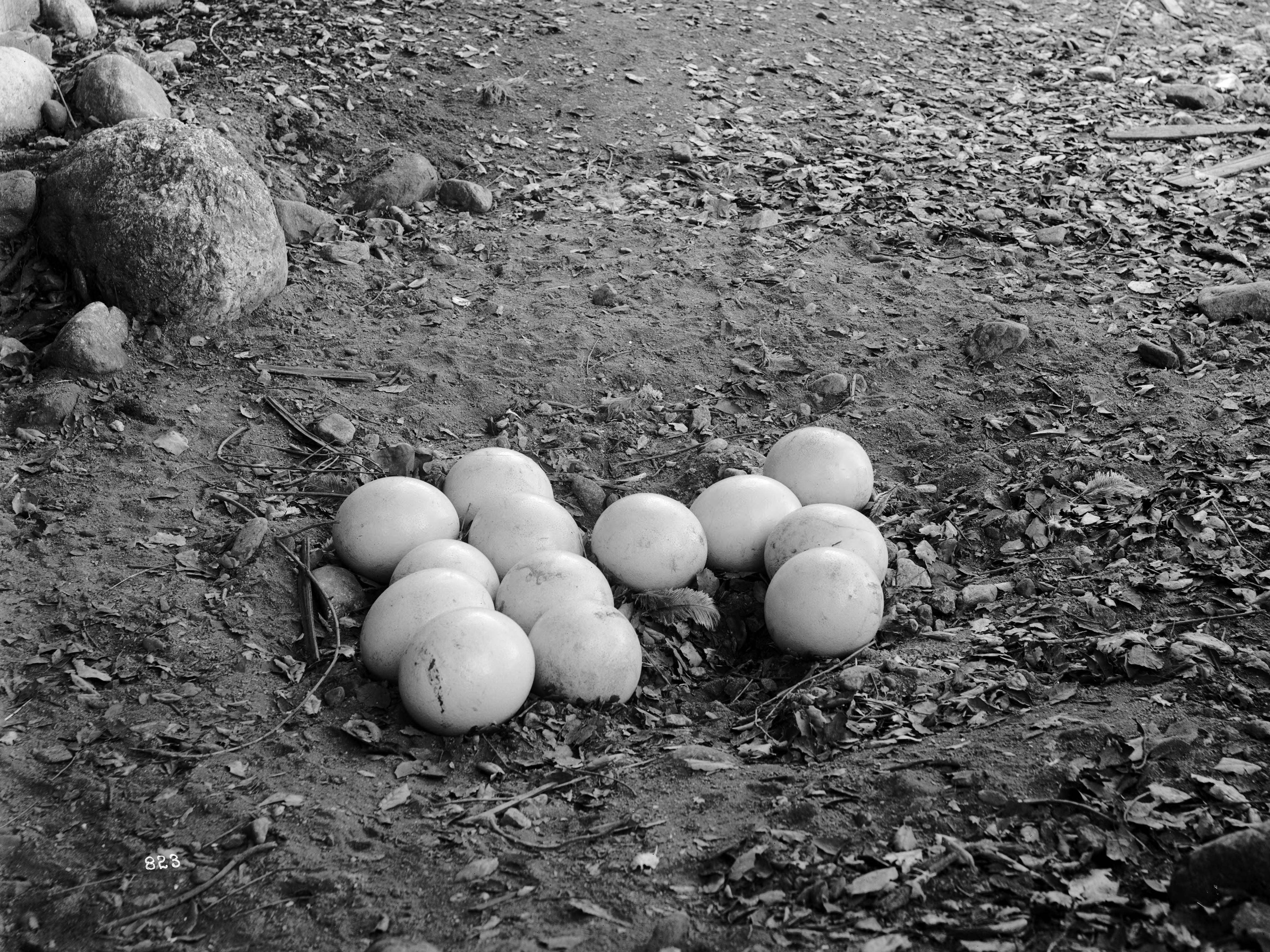
Huevos de avestruz en un nido en una granja

El huevo de avestruz (género Struthio) es el huevo más grande de todas las aves vivientes (siendo superado en tamaño por los de la extinta ave elefante del género Aepyornis). La cáscara tiene una larga historia de uso por parte de los humanos como contenedor y para obras de arte decorativas.

## Biología
La hembra de avestruz pone sus huevos fertilizados en un solo nido comunal, que es un simple hoyo, de 30 a 60 cm (11,8 a 23,6 plg) de profundidad y de unos 3 m (9,8 pies) de ancho, que es raspado en el suelo por el macho. La hembra dominante pone sus huevos primero, y cuando llega el momento de cubrirlos para la incubación, descarta los huevos que sobran de las hembras más débiles, dejando alrededor de 20 en la mayoría de los casos. Una avestruz  puede distinguir sus propios huevos de los demás en un nido comunal. Los huevos de avestruz son los de mayor tamaño de todos los huevos, aunque en realidad son los más pequeños en relación con el tamaño del ave adulta; en promedio, tienen 15 cm (5,9 plg) de largo, 13 cm (5,1 plg) de ancho y pesan 1,4 kilogramos (3,1 lb), lo que es más de 20 veces lo que pesa un huevo de gallina pero sólo del 1 al 4% del tamaño de la hembra de avestruz. Tienen un color crema brillante, con cáscaras gruesas marcadas por pequeños motes.
Durante el día, los huevos son incubados por las hembras y los machos las relevan durante la noche. Esto utiliza la coloración de los dos sexos para escapar de la detección del nido, ya que la hembra monótona se confunde con la arena, mientras que el macho negro es casi indetectable en la noche. El período de incubación es de 35 a 45 días, lo cual  es bastante corto en comparación con otras aves del género  Ratitae, cuya causa se cree que se debe a su alta tasa de depredación. Por lo general, el avestruz macho defiende a las crías y les enseña a alimentarse, aunque de todo modos tanto machos como hembras cooperan en la crianza de los polluelos. Menos del 10% de los nidos sobreviven el período de 9 semanas de puesta e incubación, y solo el 15% de los polluelos sobrevivientes logra alcanzar el año de edad.
Es un mito de que los avestruces entierran la cabeza en la arena para evitar el peligro. La probable causa de la confusión radica en el hecho de que los avestruces mantienen sus huevos en agujeros en la arena en lugar de en nidos, y los van girando usando sus picos durante la incubación. De esta manera, cavar el agujero, colocar los huevos y girarlos podría confundirse con un intento de enterrar la cabeza en la arena.

## Uso humano
La tumba de Haremhab en Tebas, que data aproximadamente del 1420 a. C., muestra una representación de un hombre portando cuencos con huevos de avestruz y otros huevos grandes, presumiblemente de pelícano, como ofrendas.
Las cáscaras de huevo de avestruz fueron usadas como contenedores en el norte de África ya en el IV milenio a. C., y en el cementerio real de Ur desde el III milenio a. C. Desde el primer milenio en la antigua civilización púnica, existen muchos ejemplos de huevos de avestruz decorados con diseños geométricos pintados para su uso como tazas y cuencos. Se han encontrado de estos tipos en Cartago, Cerdeña, Sicilia, la península ibérica e Ibiza. La tradición de usar huevos de avestruz como recipientes (a veces decorados) continúa hasta el presente entre el pueblo San.
En la Edad Media, los huevos de avestruz de Etiopía se exportaban a través del puerto de Badi en el Mar Rojo. Durante el Renacimiento en Europa (siglos XV y XVI d. C.), los huevos de avestruz se montaban en bandejas de plata como copas para ser exhibidos en cuartos de maravillas. Los huevos decorados continúan exhibiéndose en las iglesias ortodoxas orientales de manera amplia, aunque su simbolismo es cuestionado. Pueden simbolizar el nacimiento virginal, ya que, según el libro de Job (39:13-17) el avestruz pone sus huevos en la arena y los olvida, por lo que solo el sol los incuba. Este significado puede estar detrás del huevo suspendido sobre la Virgen María en la pintura de Piero della Francesca, Sacra Conversación.
En 2020, unos estudios acerca de los huevos de avestruz decorados en el Museo Británico mostraron que los métodos mediante los cuales se obtuvieron, produjeron y comercializaron eran más complicados de lo que se había imaginado anteriormente. El análisis isotópico mostró que huevos obtenidos de un mismo sitio arqueológico se habían originado en diferentes lugares. Dichos estudios sugirieron que, en lugar de que los huevos hayan sido puestos por aves en cautiverio, lo más probable es que casi todos hayan sido recolectados en la naturaleza; una empresa potencialmente peligrosa.
Hoy en día, los huevos de avestruz son considerados un alimento de lujo especial.

## Galería
|                                       |
| Ritón de huevo de avestruz de Micenas |

|                                                                               |
| Huevo de avestruz púnico usado como recipiente. Necrópolis de Puig des Molins |

|                                                                          |
| Avestruz sentada sobre sus huevos, del Libro de los Animales de al-Jahiz |

|                        |
| Relicario del siglo XV |

|                                                        |
| Sacra Conversación por Piero della Francesca (c. 1472) |

|                                        |
| Huevo de avestruz tallado (siglo XVII) |

|                                             |
| Hombre San bebiendo de un huevo de avestruz |

|                        |
| Cocinado en una sartén |

| |
| Comparación de un huevo de avestruz (centro) con los de pájaro elefante Aepyornis (arriba a la izquierda), de gallina (abajo a la izquierda) y de moa (derecha) |